# Cabana del Mir
La Cabana del Mir és una obra de Santa Maria de Besora (Osona) inclosa a l'Inventari del Patrimoni Arquitectònic de Catalunya.

## Descripció
Cabana de planta quadrada amb la façana orientada a llevant, que delimita l'era de la masia per la part de ponent. Construïda amb pedra lligada amb argamassa que n'amaga una bona part, té la teulada a dues vessants, de teula àrab. El mur que va d'Oest a Est sobrepassa la façana, amb la qual cosa la teulada pot sobresortir i cobrir un parell de metres més endavant de la façana. L'arcada de la gran portalada és de proporcions considerables i té el volt fet amb maons. És digne de menció la complexa estructura d'embigats que formen el pis superior i dos pisos a l'exterior de la façana. El sòl de la cabana, igual que l'era que la precedeix, és de cairons.

## Història
Tot i que al damunt de la gran arcada que forma la porta d'accés a la cabana es pot llegir la data de 1864, probablement només fa referència a l'emblanquinat o a altres possibles reformes. Tipològicament la cabana s'assembla a les que es troben a la zona, però és més esvelta que la del Cavaller, per exemple. Actualment encara compleix les funcions pròpies de cabana. És un factor diferencial el fet que es pugui accedir al pis des de l'exterior de la cabana a través d'una escala de pedra adossada al seu mur de tramuntana.